# Morgane Ferru

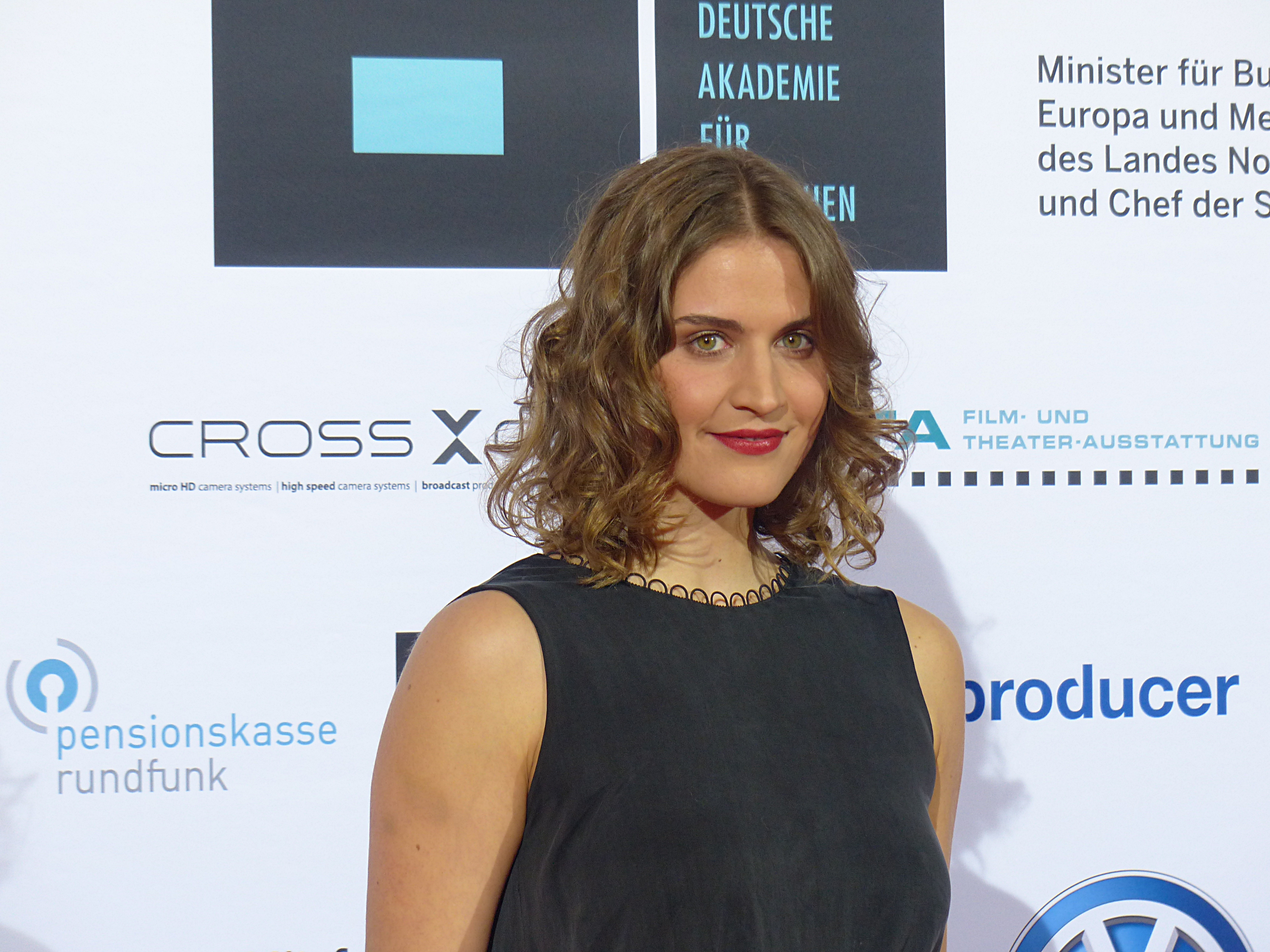
Morgane Ferru (2015)

Morgane Ferru (* 13. Juni 1991 in Zürich, Schweiz) ist eine französische Schauspielerin.

## Leben
Morgane Ferru wuchs zweisprachig mit Französisch und Deutsch als Erstsprachen auf und lernte außerdem Zürichdeutsch. Erste Bühnenauftritte hatte sie im Theaterhaus Gessnerallee in Zürich und bei der Heubühne Zürich.
Von 2010 bis 2014 studierte sie Schauspiel an der Otto-Falckenberg-Schule in München; ihr Studium schloss sie im Sommer 2014 mit dem Schauspieldiplom ab. 2011 erhielt sie ein Stipendium des Migros-Kulturprozent (Zürich) und 2012 einen Förderpreis der Armin-Ziegler-Stiftung im Bereich Schauspiel. Während ihres Studiums trat sie regelmäßig in Produktionen der Münchner Kammerspiele auf, wo sie u. a. unter der Regie von Thomas Schmauser spielte. Die Produktion des dritten Studienjahrs der Otto-Falckenberg-Schule, Das war auf einer Lichtung da sie zum ersten Mal Geld dafür nahm (Regie: Malte Jelden, nach Motiven von Horváths Theaterstück Kasimir und Karoline), in der Ferru in mehreren Rollen, u. a. als Karoline, mitwirkte, wurde 2013 mit dem Ensemblepreis als beste Inszenierung beim Theatertreffen Deutschsprachiger Schauspielstudierender in Berlin ausgezeichnet.
2014 gastierte sie in der Rolle der Emilia Galotti am Vorarlberger Landestheater in Bregenz (Regie: Sigrid Herzog). In der Spielzeit 2014/15 war Morgane Ferru festes Ensemblemitglied am Schlosstheater Celle. Seit 2015 arbeitet sie als freischaffende Schauspielerin. In der Spielzeit 2015/16 gastierte sie an der Deutschen Oper Berlin in der Uraufführung des elektronischen Musiktheaterwerks Sensor von Konrad Boehmer (mit einem Text von Albert Ostermaier).
Ferru arbeitet regelmäßig auch für Film und Fernsehen. Im Kino hatte Ferru in der Rolle der jungen Livie eine der Hauptrollen in dem Schweizer Spielfilm Heimatland (2015). Im Münchner Tatort: Der Wüstensohn (2014) hatte sie als Studentin Michaela Scheffner, die nebenbei als Verkäuferin jobbt, eine der wichtigen Nebenrollen; sie war die Geliebte von zwei arabischen Prinzen und „Brüdern“. Ferru wurde 2015 für ihre Darstellung von der Deutschen Akademie für Fernsehen für die „Beste Nebenrolle“ nominiert.
In dem ZDF-„Fernsehfilm der Woche“ Laim und die Zeichen des Todes (2017), dem zweiten Fall des Münchner Kommissar Lukas Laim (Max Simonischek), verkörperte sie, an der Seite von Rick Okon und Golo Euler, die junge an einer Erpressung beteiligte Sonja Stern. In der ARD-Fernsehreihe Praxis mit Meerblick mit Tanja Wedhorn in der Hauptrolle, gehört Ferru seit 2017 zur Stammbesetzung; sie spielt die Medizinische Fachangestellte und Sprechstundenassistentin Mandy Petersen.
Seit 2018 ist Ferru regelmäßig als Seriendarstellerin aktiv. In der 11. Staffel der ZDF-Serie Der Bergdoktor (2018) hatte Ferru eine dramatische Episodenrolle als Schwester einer schwerkranken Krebspatientin, die das Vorhaben ihrer Schwester, mithilfe einer Sterbehilfe-Organisation in der Schweiz ihrem Leben ein Ende zu setzen, missbilligt. In der ZDF-Krimiserie SOKO Leipzig (2018) verkörperte sie in einer weiteren Episodenhauptrolle das tatverdächtige französische Au-pair-Mädchen Aurélie Moreau, das möglicherweise eine Affäre mit dem Mordopfer, einem verheirateten Familienvater, hatte. In der 4. Staffel der Fernsehserie In aller Freundschaft – Die jungen Ärzte (2018) übernahm sie die Episodenrolle der neu eingestellten, psychisch instabil wirkenden Assistenzärztin Manja Kuhn. In der ARD-Fernsehreihe Die Eifelpraxis (2018) hatte sie eine Nebenrolle als Schwester einer todkranken Patientin. In der 17. Staffel der ZDF-Serie SOKO Köln (2018) spielte Ferru eine Episodenhauptrolle als junge Lateinlehrerin mit Tatmotiv. Außerdem war Ferru in der 5. Staffel der ZDF-Serie Bettys Diagnose (2018) in einer Episodenhauptrolle als frisch verliebte Patientin, die mit einem anaphylaktischen Schock in die Notaufnahme kommt, zu sehen. In der ZDF-Krimiserie Der Alte (2019) übernahm Ferru, an der Seite von Paul Triller, eine Episodenhauptrolle als Wortführerin einer Gruppe von Tierschutzaktivisten. In der ZDF-Krimiserie SOKO München (2019) war Ferru, mit Philip Birnstiel als Partner, die Leiterin des „Münchner Tischs“, die kurzzeitig unter Tatverdacht gerät. In der 23. Staffel der TV-Serie In aller Freundschaft (2020) verkörperte sie die junge Kurierfahrerin Dana Becker, die sich liebevoll um einen 71-jährigen Antiquar kümmert, dessen Ladengeschäft kurz vor der Insolvenz steht. In der 11. Staffel der ZDF-Serie Die Chefin (2020) hatte Ferru eine der Episodenhauptrollen als Tochter eines tot aufgefundenen Privatermittlers, die gemeinsam mit ihrem Vater im Auftrag eines großen Sportwettenanbieters dem Verdacht auf Wettbetrug nachgeht.
2021 spielte Morgane Ferru die Hauptrolle in Michael Steiners Kinofilm Und morgen seid ihr tot. Das auf einer wahren Geschichte basierende Schweizer Geiseldrama wurde vom 17. Zurich Film Festival als Gala-Premiere ausgewählt. Ferru verkörpert darin Daniela Widmer, die 2011/12 zusammen mit ihrem damaligen Freund (gespielt von Sven Schelker) über acht Monate unter prekärsten Umständen von der pakistanischen Taliban festgehalten wurde. In den Kritiken wurde die Leistung Ferrus rundum positiv bewertet. 2022 spielte Morgane Ferru in der 4. und letzten Staffel der Schweizer Fernsehserie Wilder die Dorfwirtin Julia Kuster.
In der Netflix-Produktion Transatlantic verkörperte Ferru 2023 die deutsche Emigrantin Ursula Hirschmann. 2024 war sie in der Ensemble-Miniserie Haus aus Glas zu sehen.
Ferru ist mit dem Schauspieler Ulrich Brandhoff liiert. Sie lebt in Berlin.

## Filmografie (Auswahl)
- 2014: Tatort: Der Wüstensohn (Fernsehreihe)
- 2015: Heimatland (Kinofilm)
- 2016: Großstadtrevier (Fernsehserie, Folge Showdown im Revier)
- 2016: Familie Dr. Kleist (Fernsehserie, Folge Aller Anfang)
- 2016: Der Andere – eine Familiengeschichte (Fernsehfilm)
- 2016: Finsteres Glück (Kinofilm)
- 2017: Berlin Syndrom (Kinofilm)
- 2017: Laim und die Zeichen des Todes (Fernsehreihe)
- 2017: Familie ist kein Wunschkonzert (Fernsehfilm)
- 2017: Alles Klara (Fernsehserie, Folge Mehr Sterne als am Himmel)
- seit 2017: Praxis mit Meerblick (Fernsehreihe) → siehe Besetzung
- 2018: Der Bergdoktor (Fernsehserie, Folge Lebensangst)
- 2018: SOKO Leipzig (Fernsehserie, Folge Blinde Liebe)
- 2018: In aller Freundschaft – Die jungen Ärzte (Fernsehserie, Folge Was zusammengehört)
- 2018: SOKO Potsdam (Fernsehserie, Folge Saubere Geschäfte)
- 2018: Die Eifelpraxis – Rachegelüste (Fernsehreihe)
- 2018: SOKO Köln (Fernsehserie, Folge Kinder aus gutem Hause)
- 2018: Bettys Diagnose (Fernsehserie, Folge Mut zur Wahrheit)
- 2018: Glaubenberg (Kinofilm)
- 2018: Marie Brand und das Verhängnis der Liebe (Fernsehreihe)
- 2018: Mackie Messer – Brechts Dreigroschenfilm (Kinofilm)
- 2019: Helen Dorn: Nach dem Sturm (Fernsehreihe)
- 2019: Sohn meines Vaters (Kinofilm)
- 2019: Der Alte (Fernsehserie, Folge Vergiftete Freundschaft)
- 2019: SOKO München (Fernsehserie, Folge Vom Geben und Nehmen)
- 2020: In aller Freundschaft (Fernsehserie, Folge Metamorphosen)
- 2020: Heldt (Fernsehserie, Folge Schmutzige Geschäfte)
- 2020: Die Chefin (Fernsehserie, Folge Wetten, dass..?)
- 2021: Plötzlich so still (Fernsehfilm)
- 2021: Und morgen seid ihr tot (Kinofilm)
- 2022: Wilder (Fernsehserie)
- 2022: Fritzie – Der Himmel muss warten (Fernsehserie, Folge Bund fürs Leben)
- 2022: So laut du kannst (Fernsehfilm)
- 2023: Transatlantic (Fernsehserie)
- 2024: Haus aus Glas (Mini-Fernsehreihe)
- 2024: Ein Volksbürger – Eine politische Farce im Haus der Bundespressekonferenz (Theater-Aufzeichnung)